# Szent József Katolikus Óvoda, Általános Iskola és Gimnázium
A Szent József Katolikus Óvoda, Általános Iskola és Gimnázium egyházi oktatási intézmény Budapesten, a III. kerületben.

## Története
A Mustármag Ökumenikus Keresztény Iskola (az iskola jogelődje) 1991-ben kezdett el működni. Az időközben végbement törvényi változások kapcsán az iskola csak úgy maradhatott meg keresztény szellemiségűnek, ha valamelyik egyház átveszi az önkormányzati fenntartásból. Ennek eredményeként az 1996. április 3-án kelt Alapító Okirat szerint az intézmény fenntartását az Esztergom-Budapesti főegyházmegye vette át, a neve Mustármag Keresztény Óvoda, Általános Iskola és Gimnázium lett. A megújuló intézmény alapfeladatát az alábbiakban határozták meg: „a III. kerületi lakosság igényeinek megfelelően a gyermekek keresztény szellemű alap- és középfokú oktatása és nevelése. Az intézmény megtartja eddigi ökumenikus hagyományait, pedagógiai célkitűzéseit, és jó szívvel fogadja pedagógusai és tanulói közé az iskola és óvoda értékrendjét elfogadó más történelmi egyház tagjait”.
Az intézmény 3 épületben működött 2005 tavaszáig. Az óvoda a III. kerület Ezüsthegy utca 70. sz alatt, az alsó tagozat a III. kerület Víziorgona utca 1. sz. alatt. A felső tagozat és a gimnázium a III. kerület Templom utca 5. sz. alatt a Szent József Plébánia tulajdonában lévő épületben működött. 2005 tavaszán az Esztergom-Budapesti főegyházmegye Katolikus Iskola Főhatóságának anyagi támogatásával beépült a Templom utca 5. sz. alatti épület tetőtere. 5 tanterem, 2 szertár, egy orvosi rendelő és egy aula kiépítése lehetővé tette, hogy egy épületbe helyezzék el az iskola 12 évfolyamát és az így feleslegessé vált Víziorgona utcai épület visszakerült a III. kerület Önkormányzatának használatába.
2016. szeptember 1-jén az iskola felvette Szent József nevét és így már Szent József Katolikus Óvoda, Általános Iskola és Gimnázium néven kezdte meg a 2016/2017-es tanévet.

## Az iskola épületei

### Az iskola épülete
Az iskola épületét a XIX. század végén építették mint egyszintes népiskolai épület. Az 1970-es években emelték rá az első emeletet, a mai, végleges formáját 2005-ben nyerte el, amikor a második emelet ráépítették. 2017 és 2022 között több felújításon esett át.
Emellett megtalálható egy fizika-kémia előadó, egy informatika terem, két nyelvi terem, könyvtár, az épület pincéjében egy kápolna, valamint a tornatermen kívül egy tornaszoba is.

### Szent József Óvoda
A Szent József Óvoda épületét az 1960-as években építették a lakótelepek panelház technológiájához hasonlóan. Az épületet négy csoportra tervezték, az akkori előírásoknak megfelelően. Az óvodaépület előtt és mögött két nagy udvarrész van. Az óvoda épületét 2023-ban, az udvarokat pedig 2024-ben újították fel.

### Jó Pásztor Óvoda
A Jó Pásztor Óvoda építése 2023-ban fejeződött be. A XXI. század követelményeinek megfelelő, modern óvodaépület fogadja a gyermekeket.